# Peso van Guinee-Bissau
De peso van Guinee-Bissau was van 1975 tot 1997 de munteenheid van Guinee-Bissau. De peso werd verdeeld in 100 centavos.

## Geschiedenis
De Guinea-Bissau peso verving de escudo van Guinee-Bissau in 1975. In een poging de hoge inflatie een halt toe te roepen, voerde Guinee-Bissau in 1997 de CFA-frank in, waarbij een wisselkoers van 65 pesos voor de frank werd gehanteerd.